# Dalton Highway
La James W. Dalton Highway, più comunemente nota come Dalton Highway oppure Alaska Route 11, è un'autostrada lunga 666 chilometri che si snoda attraverso l'Alaska. Inizia dalla Elliott Highway, presso Livengood, a circa 85 km a nord-ovest di Fairbanks, e finisce a Deadhorse nei pressi dell'Oceano Artico nella Prudhoe Bay. Originariamente nota con il nome di North Slope Haul Road, la Dalton Highway fu costruita nel 1974 in soli cinque mesi come via di rifornimento per la costruzione del Trans-Alaska Pipeline System, e per almeno un ventennio fu di fatto una strada privata. Fu nominata in onore di James Dalton, un ingegnere originario dell'Alaska che supervisionò la costruzione della Distant Early Warning Line.

## Informazioni

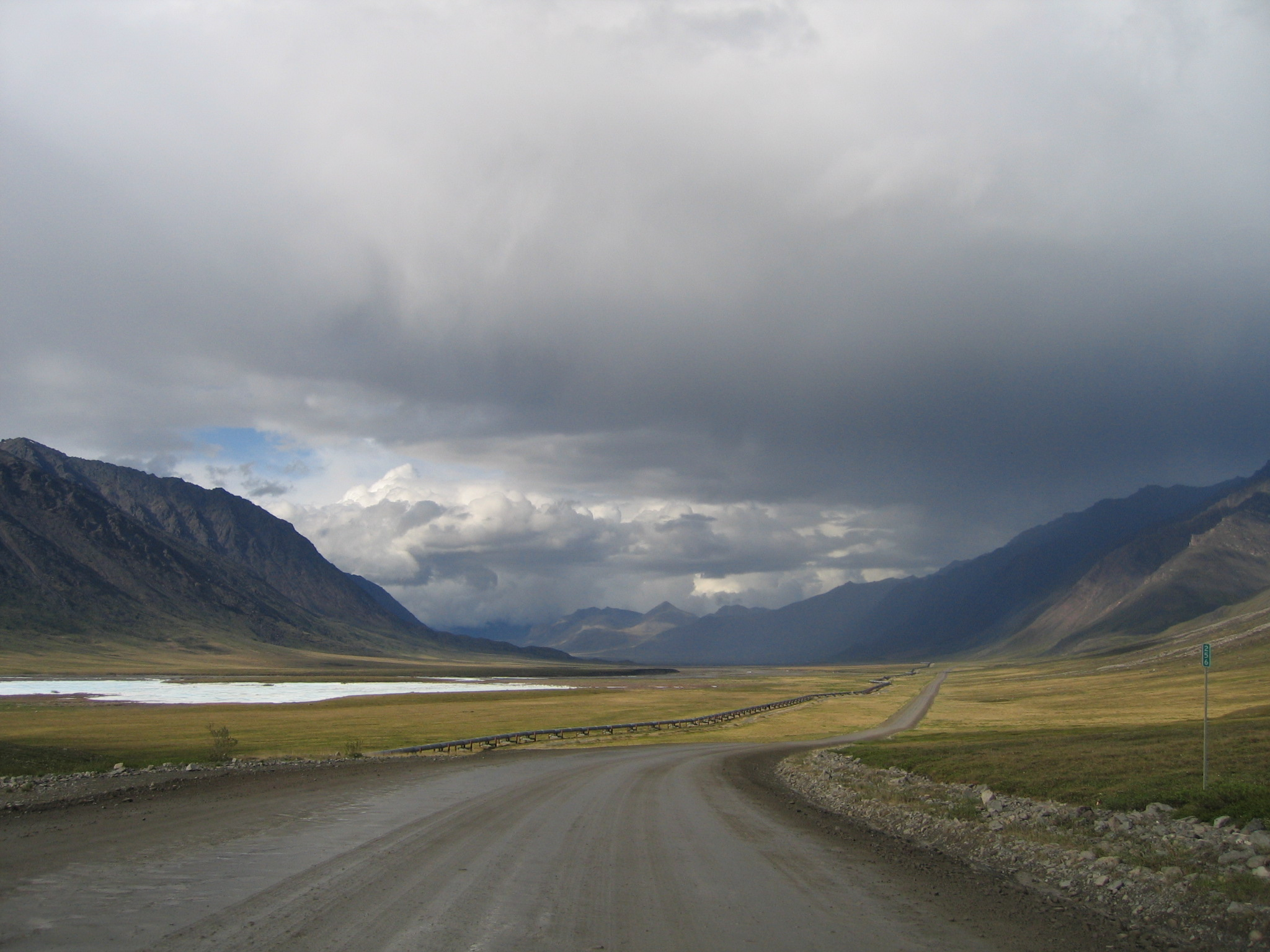
Dalton Highway, con l'oleodotto transalascano sulla sinistra

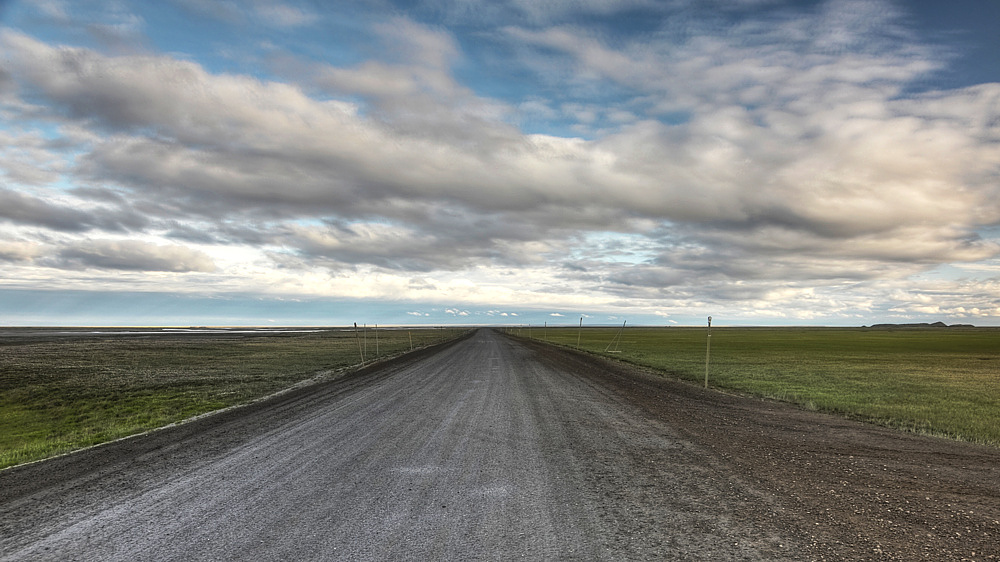
Dalton Highway vicino l'oceano artico

La Dalton Highway, che scorre parallelamente alla Trans-Alaska Pipeline ("oleodotto transalascano"), è una delle strade più isolate degli Stati Uniti. Lungo il percorso ci sono solo tre villaggi: Coldfoot che conta circa tredici abitanti e che si trova al miglio 175, Wiseman con una popolazione di ventidue abitanti situata al miglio 188, e Deadhorse con venticinque abitanti, al chilometro 666.
Nonostante la sua posizione così remota, la Dalton Highway viene percorsa da numerosi veicoli (da 160 al giorno nei mesi estivi a 250 in inverno). Arrivati a Deadhorse, la strada diviene di proprietà di una compagnia petrolifera e può essere percorsa solo previa autorizzazione. La sua posizione rende necessarie alcune precauzioni: per tutti i veicoli è consigliata una ricetrasmittente; se la si percorre d'estate bisogna mettere in conto la possibilità di dovere affrontare anche dei guadi. Lungo il tragitto si incontrano pendenze che possono raggiungere il 12%. Durante tutto l'anno sia di giorno che di notte è obbligatorio il transito a fari accesi. Inoltre, a causa delle notevoli distanze tra una stazione di servizio e l'altra, è consigliabile disporre di un numero sufficiente di ruote di scorta, in modo da essere autosufficienti in caso di foratura, evento abbastanza frequente sulla Dalton Highway che è asfaltata solo in pochi e brevi tratti.

## Percorso
Lungo tutto il percorso non è disponibile alcun servizio di telefonia mobile né di connessione ad Internet, il che rende la strada ancora più isolata.
La strada ha il suo inizio a Livengood. Al km 89 si interseca il fiume Yukon, al km 185 si oltrepassa il Circolo polare artico.
Al km 203 è presente la curva più difficile, chiamata Oh shit. Consiste in una lunga curva a sinistra in salita con pendenza di oltre 10%, molto difficoltosa, soprattutto in caso di neve, per il passaggio dei camion.
Al km 217 si diparte una strada che porta all'aeroporto di Prospect Creek, dove è presente la stazione meteo che ha rilevato la temperatura più bassa degli Stati Uniti; subito dopo viene il bivio per Coldfoot, e venti chilometri più avanti quello per Wiseman.
Qui si entra nella sezione chiamata "North Slope", che comprende il passo di Atigun (1422 m s.l.m.). Il punto più elevato della highway è situato proprio nei pressi di esso, al miglio 244, ad una quota di 1400 m s.l.m. Successivamente la strada va ad intersecarsi con strade minori fino all'arrivo (km 666) a Deadhorse, nella Prudhoe Bay.